# شهرک صنعتی کمیجان

شهرک صنعتی کمیجان

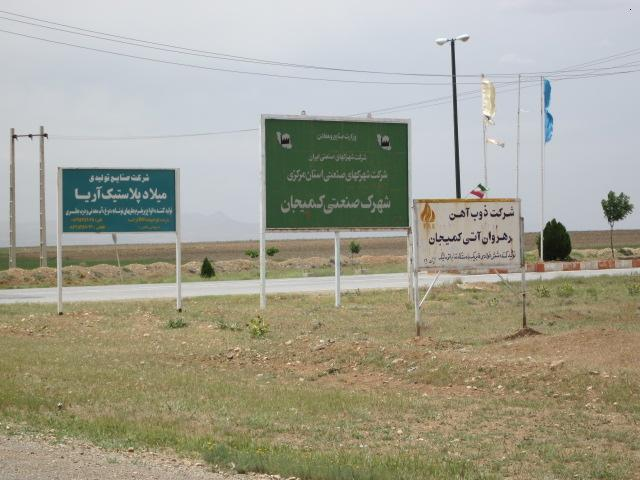
ورودی شهرک صنعتی کمیجان

شهرک صنعتی کمیجان یک شهرک صنعتی است که در فاصله حدوداً ۵ کیلومتری از شهر کمیجان واقع گردیده و مساحت آن معادل ۹۲٫۴ هکتار و سطح کاربری اراضی صنعتی آن تقریباً ۵۵ هکتار می‌باشد. این شهرک در مجاورت جاده اصلی کمیجان -همدان واقع و فاصله آن با اراک ۹۵ کیلومتر، همدان ۸۵ کیلومتر و تهران ۳۰۰ کیلومتر می‌باشد. همچنین این شهرک در فاصله ۹۰ کیلومتری از خط راه‌آهن سراسری و ایستگاه راه‌آهن اراک، ۹۸ کیلومتری فرودگاه اراک، ۹۵ کیلومتری گمرک اراک و ۹۰ کیلومتری شهر اراک قرارگرفته‌است که یکی از قطب‌های مهم صنعت در ایران به‌حساب می‌آید. شهرک صنعتی کمیجان در سال ۱۳۷۵ در جنوب غربی شهر کمیجان ایجاد شده‌است که هم‌اکنون در مساحتی بالغ بر ۳۰۰۰ هکتار و با ۵۰ واحد کارخانه تولیدی مشغول به فعالیت است.

## واحدهای مستقر و صنایع مجاز برای استقرار
اولین قرارداد تخصیص زمین در این شهرک به آبان ماه سال ۱۳۷۳ بر می‌گردد و از مجموع اراضی قابل تخصیص با کاربری صنعتی تاکنون بخشی از اراضی در قالب قراردادهای منعقده به متقاضیان اختصاص داده شده و امکان استقرار کلیه صنایع در ناحیه‌های تعریف شده فلزی، غذایی، شیمیایی، کانی غیرفلزی، برق و الکترونیک، نساجی، سلولزی و … در آن وجود دارد.
عواملی چون فاصله این شهرک تا مرکز استان، قرارنگرفتن در شاهراه‌های اصلی و عدم وجود فرهنگ صنعتی در منطقه موجب عدم رشد قابل قبول در این شهرک شده‌است که امید می‌رود با توجه به اینکه در سال ۱۳۸۱ منطقه کمیجان از بخش به شهرستان تبدیل و گام‌هایی برای رونق شهرستان و شهرک برداشته شده‌است به موازات تکمیل طرح‌های زیربنایی در شهرک در آینده نزدیک شاهد رونق و رشد شهرک مذکور خواهد بود.

## مساحت
- مساحت کل اراضی ۴/۹۲ هکتار
- متراژ فاز عملیاتی ۵۵/۸۰ هکتار
- متراژ زمین صنعتی ۹۳/۵۵ هکتار
- زمین واگذاری شده ۴۸/۶ هکتار
- فضای سبز بهره‌برداری شده ۱۲/۳ هکتار

## سیاست گذاری
حضور استاندار مرکزی در شهرستان کمیجان در رابطه با شهر صنعتی کمیجان که باید پتانسیل این شهرستان را به شهر صنعتی در استان و کشور تبدیل کنیم و ایشان نیز فرمودند بررسی امکانات شهرک صنعتی کمیجان و افزایش وسعت آن از ۹۲ به ۳۰۰ هکتار و …

## اطلاعات زیربنایی

شهرک صنعتی کمیجان

کار طراحی و عملیات عمرانی این شهرک از سال ۱۳۷۰ آغاز و تاکنون بخشی از خدمات ضروری و امکانات زیر بنایی در آن از قبیل: آماده‌سازی، آب، برق، فضای سبز و … انجام و تکمیل طرح‌های زیربنایی این شهرک در اولویت طرح‌های عمرانی آن قرار دارد.

## چندی از شرکت‌ها
- شرکت صنایع شیر دهکده کمیجان (آلتیش)
- شرکت دانه‌های کلزا و الوفه
- کارخانه سنگ آغ داش
- کارخانه آسفالت شهرداری

### در دست احداث
- شرکت لوله و شیلگ سازی
- شرکت لاستیک و پلاستیک
- شرکت‌های ریخته‌گری و نورد
- آبرسان گستر کاسپین
- رهروان آتی کمیجان
- دستمال و پوشاک عطر آگین
- فروزان زغال
- میلاد پلاستیک آریا

و غیره